# Liste der Gewässer in Mecklenburg-Vorpommern

## Küstengewässer
- Achterwasser
- Balmer See
- Barther Bodden
- Breetzer Bodden
- Bodstedter Bodden
- Boltenhagenbucht
- Breitling (Poel)
- Breitling
- Dassower See
- Dänische Wiek
- Eggers Wiek
- Grabow
- Greifswalder Bodden
- Großer Jasmunder Bodden
- Hagensche Wiek
- Having
- Kadetrinne
- Kirchsee
- Kleiner Jasmunder Bodden
- Koppelstrom
- Kubitzer Bodden
- Mecklenburger Bucht
- Neuensiener See
- Neuwarper See
- Peenestrom mit Der Strom
- Pommersche Bucht
- Pötenitzer Wiek
- Prorer Wiek
- Prohner Wiek
- Rassower Strom
- Ribnitzer See
- Rügischer Bodden
- Saaler Bodden
- Salzhaff
- Schaproder Bodden
- Schoritzer Wiek
- Selliner See (Neukloster)
- Selliner See (Rügen)
- Spandowerhagener Wiek
- Stettiner Haff
- Strelasund
- Tromper Wiek
- Udarser Wiek
- Usedomer See
- Vitter Bodden
- Wieker Bodden
- Wismarer Bucht
- Wohlenberger Wiek
- Kielung
- Koselower See
- Kroy
- Krumminer Wiek
- Libben
- Maltziener Wiek
- Redensee
- Tetzitzer See
- Wreechensee
- Zaufe

## Stauseen und Talsperren
- Talsperre Brohm
- Speicher Faulmühle, auch Gottmannsförder Anstau
- Farpener Stausee
- Klostersee (Dargun)
- Prohner Stausee